# Onthophagus martialis
Onthophagus martialis là một loài bọ cánh cứng trong họ Bọ hung (Scarabaeidae).